# Greatest Hits (PlayStation)
Greatest Hits es una serie de selecciones de videojuegos favoritos de todos los tiempos para las consolas PlayStation, PlayStation 2, PlayStation 3, PlayStation Portable y PlayStation 4 que Sony Interactive Entertainment ha vuelto a lanzar oficialmente a un precio inferior. Mientras que el término "Greatest Hits" solo se aplica a las selecciones de videojuegos en los Estados Unidos, existen programas equivalentes en Europa y Oceanía (como "Essentials"), Asia (excepto en Corea del Sur) (como "The Best"), Corea del Sur (como "BigHit Series"), y en Brasil ("Favoritos"). El programa es similar a otras selecciones de videojuegos con descuentos como las de Sega Entertainment ("Sega All Stars"), Nintendo ("Player's Choice" y "Nintendo Selects") y Microsoft Interactive Entertainment ("Platinum Hits" y "Xbox Classics") para promover los videojuegos más vendidos en sus respectivas videoconsolas.
Los títulos de Greatest Hits se denominan coloquialmente como "etiqueta roja" (o "etiqueta verde" para títulos originales de PlayStation). Esto se refiere a la banda de color que se agrega a la carátula para diferenciarlo de las versiones normales.

## Historia
Cuando Sony presentó el programa para PlayStation en 1997, los videojuegos podrían convertirse en títulos de Greatest Hits después de vender al menos 150 mil copias y estar en el mercado por al menos un año. Las ventas mínimas requeridas finalmente aumentaron a 250 mil. Cuando el programa llegó a PlayStation 2 en 2002, los videojuegos podrían convertirse en títulos de Greatest Hits después de vender al menos 400 mil copias y estar en el mercado por al menos 9 meses. Los precios minoristas sugeridos de los títulos de Greatest Hits fueron inicialmente de 24.99 dólares, pero luego fueron rebajados a 19.99 dólares. Aunque los videojuegos desarrollados por Sony están virtualmente garantizados en convertirse eventualmente en títulos de Greatest Hits al cumplir con sus requisitos de ventas y edad, los desarrolladores de terceros no están obligados a lanzar sus títulos con la etiqueta Greatest Hits, incluso si dichos títulos cumplen los criterios. Además, Sony permite a los desarrolladores de terceros cierta flexibilidad en el precio de sus propios títulos de Greatest Hits, pero la mayoría de ellos se atienen al precio de venta sugerido acordado. Los videojuegos que alcanzan ventas multimillonarias pueden convertirse en títulos de Greatest Hits mucho después de 9 meses en el mercado para maximizar las ganancias. También es una práctica común que un videojuego se vuelva a publicar con la etiqueta Greatest Hits muy cerca del lanzamiento de la secuela o serie derivada de ese videojuego.
En 2006, Sony extendió el programa Greatest Hits a PlayStation Portable. Para calificar, un título debe estar en el mercado durante al menos 9 meses y haber vendido 250 mil copias o más. El precio de Greatest Hits para los videojuegos de PlayStation Portable es de 19.99 dólares.
El 28 de julio de 2008, el programa fue presentado en PlayStation 3. Un videojuego de PlayStation 3 debe estar en el mercado por 10 meses y vender al menos 500 mil copias para cumplir con los criterios de Greatest Hits. Los títulos de PlayStation 3 Greatest Hits actualmente se venden a 29.99 dólares.
El 15 de abril de 2015, el programa Greatest Hits fue presentado para PlayStation 4, pero solo en algunos países de Asia. A diferencia de las consolas anteriores, los videojuegos que pertenecen a este catálogo tienen una etiqueta distintiva granate sobre la carátula, un diseño menos instrusivo. Estos títulos se venden a 198 dólares de Hong Kong.

## Lista de títulos oficiales de Greatest Hits

### PlayStation
Los siguientes títulos han sido publicados con la etiqueta Greatest Hits para PlayStation.
| - James Bond 007: Nightfire - James Bond 007: Everything or Nothing - 1 Xtreme - 2Xtreme - Activision Classics - Air Combat - Alien Trilogy - Andretti Racing - Ape Escape - Army Men 3D - Army Men: Air Attack - Asteroids - Battle Arena Toshinden - Best Buy Greatest Hits Demo Disc Volume One - Casper - Castlevania: Symphony of the Night - Chrono Cross - Cool Boarders 2 - Cool Boarders 3 - Cool Boarders 4 - Crash Bandicoot - Crash Bandicoot 2: Cortex Strikes Back - Crash Bandicoot: Warped - Crash Team Racing - Crash Bash - Croc: Legend of the Gobbos - Dance Dance Revolution Konamix - Dave Mirra Freestyle BMX - Destruction Derby - Destruction Derby 2 - Die Hard Trilogy - Digimon Digital Card Battle - Digimon World - Digimon World 2 - Digimon World 3 - Digimon Rumble Arena - Dino Crisis - A Bug's Life - Monsters, Inc. Scare Island - Disney's Tarzan - Dragon Ball Z: Ultimate Battle 22 - Driver - Driver 2 - Doom - Duke Nukem: Time to Kill - Fighting Force - Final Fantasy VII - Final Fantasy VIII - Final Fantasy IX - Final Fantasy Anthology - Final Fantasy Chronicles - Final Fantasy Origins (compilación de Final Fantasy I y Final Fantasy II) - Final Fantasy Tactics - Fisherman's Bait 2: Big Ol' Bass 1999 - Formula 1 - Frogger - Frogger 2: Swampy's Revenge - Gran Turismo - Gran Turismo 2 | - Grand Theft Auto - Grand Theft Auto 2 - Harry Potter y la piedra filosofal - Hot Wheels Turbo Racing - Jeremy McGrath SuperCross '98 - Jet Moto - Jet Moto 2 - Legacy of Kain: Soul Reaver - Loaded - Madden NFL 98 - Mat Hoffman's Pro BMX - Medal of Honor - Medal of Honor: Underground - Mega Man 8 - Mega Man X4 - Mega Man Legends - Metal Gear Solid - Monopoly - Mortal Kombat 4 - Mortal Kombat Trilogy - Namco Museum Volume 1 - Namco Museum Volume 3 - NASCAR 98 - NASCAR 99 - Need for Speed - Need for Speed II - Need for Speed III: Hot Pursuit - Need for Speed: High Stakes - NFL Blitz - NFL Blitz 2000 - NFL GameDay - NFL GameDay 97 - NHL FaceOff - NHL FaceOff '97 - NHL 98 - Nuclear Strike - Oddworld: Abe's Oddysee - Pac-Man World - Parasite Eve - Rampage World Tour - Rayman - Ready 2 Rumble Boxing - Reel Fishing - Resident Evil: Director's Cut (versión con Dual Shock) - Resident Evil 2 (versión con Dual Shock) - Resident Evil 3: Nemesis - Ridge Racer - Road Rash - Road Rash 3D - Rocket Power: Team Rocket Rescue - Rugrats: Search for Reptar - Scooby-Doo and the Cyber Chase - Silent Hill - SimCity 2000 - Sled Storm - Soul Blade - Soviet Strike - Spider-Man | - Spider-Man 2: Enter Electro - SpongeBob SquarePants: SuperSponge - Spyro the Dragon - Spyro 2: Ripto's Rage! - Spyro: Year of the Dragon - Star Wars: Dark Forces - Star Wars Episode I: Jedi Power Battles - Star Wars Episode I: The Phantom Menace - Star Wars Rebel Assault II: The Hidden Empire - Street Fighter Alpha 3 - Stuart Little 2 - Syphon Filter - Syphon Filter 2 - Syphon Filter 3 - The Dukes of Hazzard: Racing for Home - The Legend of Dragoon - The Lost World: Jurassic Park - Special Edition - Tekken - Tekken 2 - Tekken 3 - Ten Pin Alley - Tenchu: Stealth Assassins - Tenchu 2: Birth of the Stealth Assassins - Test Drive 4 - Test Drive 5 - Test Drive Off-Road - Tetris Plus - TNN Motorsports Hardcore 4x4 - Tom Clancy's Rainbow Six - Tomb Raider - Tomb Raider II - Tomb Raider III - Tomb Raider: The Last Revelation - Tony Hawk's Pro Skater - Tony Hawk's Pro Skater 2 - Tony Hawk's Pro Skater 3 - Tony Hawk's Pro Skater 4 - Triple Play 98 - Triple Play 2001 - Twisted Metal - Twisted Metal 2 - Twisted Metal 3 - Twisted Metal 4 - Vagrant Story - Vigilante 8 - Vigilante 8: Second Offense - Warhawk - WCW Nitro - WCW vs. the World - Wheel of Fortune - Who Wants to Be a Millionaire: 2nd Edition - Wipeout - WWF WrestleMania: The Arcade Game - WWF SmackDown! - WWF SmackDown! 2: Know Your Role - WWF War Zone - X-Men: Mutant Academy - Xenogears |

### PlayStation 2
Los siguientes títulos se han lanzado con la etiqueta Greatest Hits para PlayStation 2.
| - 24: The Game - 50 Cent: Bulletproof - Ace Combat 04: Shattered Skies - Ace Combat 5: The Unsung War - ATV Offroad Fury - ATV Offroad Fury 2 - ATV Offroad Fury 3 - ATV Offroad Fury 4 - Avatar: The Last Airbender - Baldur's Gate: Dark Alliance - Battlefield 2: Modern Combat - Ben 10: Alien Force - Ben 10: Protector of Earth - Beyond Good & Evil - Black - Blitz: The League - Brothers In Arms: Road to Hill 30 - Bully - Burnout 3: Takedown - Burnout Revenge - Blood Omen 2 - Cabela's Big Game Hunter - Cabela's Dangerous Hunts - Cabela's Deer Hunt: 2004 Season - Call of Duty: Finest Hour - Call of Duty 2: Big Red One - Call of Duty 3: Special Edition - Call of Duty: World at War - Final Fronts - Cars - Champions of Norrath - Conflict: Desert Storm - Crash Bandicoot: The Wrath of Cortex - Crash Nitro Kart - Crazy Taxi - DanceDanceRevolution EXTREME - Dark Cloud - Dark Cloud 2 - Dave Mirra Freestyle BMX 2 - DDRMAX: Dance Dance Revolution 6thMIX - Dead to Rights - Def Jam: Fight for NY - Def Jam Vendetta - Destroy All Humans! - Destroy All Humans! 2 - Devil May Cry - Devil May Cry 2 - Devil May Cry 3: Dante's Awakening Special Edtition - Dirge of Cerberus: Final Fantasy VII - Disgaea: Hour of Darkness - Dragon Ball Z: Budokai - Dragon Ball Z: Budokai 2 - Dragon Ball Z: Budokai 3 - Dragon Ball Z: Budokai Tenkaichi - Dragon Ball Z: Budokai Tenkaichi 2 - Dragon Ball Z: Budokai Tenkaichi 3 - Dragon Quest VIII: El periplo del Rey Maldito - Driv3r - Dynasty Warriors 4 - Dynasty Warriors 4: Empires - Enter the Matrix - Fantastic Four - Fight Night 2004 - Fight Night Round 2 - Fight Night Round 3 - Final Fantasy X - Final Fantasy X-2 - Final Fantasy XII - Buscando a Nemo - FlatOut 2 - Freekstyle - Ghost Rider - God of War - God of War II - GoldenEye: Rogue Agent - Gran Turismo 3: A-Spec - Gran Turismo 4 - Grand Theft Auto Double Pack - Grand Theft Auto III - Grand Theft Auto: Vice City - Grand Theft Auto: San Andreas - Guitar Hero - Guitar Hero II - Guitar Hero III: Legends of Rock - Guitar Hero Encore: Rocks the 80s - Harry Potter y la cámara secreta - Harry Potter y el prisionero de Azkaban - Harry Potter: Quidditch World Cup - High School Musical 3: Senior Year Dance! - Hitman: Contracts - Hitman 2: Silent Assassin - Hot Shots Golf 3 - Hot Shots Golf Fore! - Hulk - Ice Age 2: The Meltdown - Ico - Iron Man - Jak and Daxter: The Precursor Legacy - Jak II - Jak 3 - Jak X: Combat Racing - James Bond 007: Agent Under Fire - James Bond 007: Everything or Nothing | - James Bond 007: Nightfire - Jaws: Unleashed - Jet Li: Rise to Honor - Juiced - Kill.switch - Killzone - Kingdom Hearts - Kingdom Hearts II - Kingdom Hearts Re:Chain of Memories - Legacy of Kain: Blood Omen 2 - Legacy of Kain: Soul Reaver 2 - Lego Batman: el videojuego - Lego Indiana Jones: The Original Adventures - Lego Star Wars: The Video Game - Lego Star Wars II: The Original Trilogy - Madagascar - Madden NFL 12 - Manhunt - Marvel: Ultimate Alliance - Marvel Nemesis: Rise of the Imperfects - Maximo: Ghosts to Glory - Maximo vs. Army of Zin - Max Payne - Medal of Honor: Frontline - Medal of Honor: Rising Sun - Medal of Honor: European Assault - Mercenaries: Playground of Destruction - Metal Gear Solid 2: Sons of Liberty - Midnight Club: Street Racing - Midnight Club II - Midnight Club 3: DUB Edition Remix - Mortal Kombat: Armageddon - Mortal Kombat: Deadly Alliance - Mortal Kombat: Deception - Mortal Kombat: Shaolin Monks - MVP Baseball 2005 - MX Unleashed - MX vs. ATV Unleashed - MX vs. ATV Untamed - Myst III: Exile - Namco Museum - Namco Museum: 50th Anniversary Arcade Collection - Naruto: Ultimate Ninja - Naruto: Ultimate Ninja 2 - Naruto: Uzumaki Chronicles - NASCAR Thunder 2003 - NASCAR Thunder 2004 - NBA 2K2 - NBA Ballers - NBA Street - NBA Street Vol. 2 - NBA Street V3 - Need for Speed: Carbon - Need for Speed: Hot Pursuit 2 - Need for Speed: Most Wanted - Need for Speed: ProStreet - Need for Speed: Undercover - Need for Speed: Underground - Need for Speed: Underground 2 - NFL 2K2 - NFL Street - NFL Street 2 - NFL Street 3 - Nicktoons Unite! - Odin Sphere - Ōkami - Onimusha: Warlords - Onimusha 2: Samurai's Destiny - Over the Hedge - Pac-Man World 2 - Pirates of the Caribbean: The Legend of Jack Sparrow - Prince of Persia: The Sands of Time - Prince of Persia: Warrior Within - Prince of Persia: The Two Thrones - Ratatouille - Ratchet & Clank - Ratchet & Clank: Going Commando - Ratchet & Clank: Up Your Arsenal - Ratchet: Deadlocked - Rayman 3: Hoodlum Havoc - Red Dead Revolver - Red Faction - Resident Evil Code: Veronica X - Resident Evil 4 - Resident Evil Outbreak - Scarface: The World is Yours - Scooby-Doo! Night of 100 Frights - Shadow of the Colossus - Shadow the Hedgehog - Shark Tale - Shrek 2 - Silent Hill 2: Director's Cut - The Simpsons: Hit and Run - The Simpsons Game - The Simpsons: Road Rage - The Sims - The Sims 2 - The Sims 2 Pets - The Sims Bustin' Out - Sly Cooper and the Thievius Raccoonus - Sly 2: Band of Thieves | - Sly 3: Honor Among Thieves - Smuggler's Run - SOCOM: U.S. Navy SEALs - SOCOM II: U.S. Navy SEALs - SOCOM 3: U.S. Navy SEALs - SOCOM: U.S. Navy SEALs Combined Assault - Sonic Heroes - Sonic Mega Collection Plus - Sonic Riders - Sonic Unleashed - Soulcalibur II - Soulcalibur III - Spider-Man - Spider-Man 2 - Spider-Man 3 - Spider-Man: Amigo o Enemigo - SpongeBob SquarePants: Battle for Bikini Bottom - SpongeBob SquarePants: Lights, Camera, Pants! - Spy Hunter - Spyro: Enter the Dragonfly - SSX - SSX 3 - SSX Tricky - Star Ocean: Till the End of Time - Star Wars: Battlefront - Star Wars: Battlefront II - Star Wars Bounty Hunter - Star Wars Episode III: Revenge of the Sith - Star Wars: Starfighter - Star Wars: The Force Unleashed - State of Emergency - Street Hoops - Stuntman - Syphon Filter: The Omega Strain - Tak and the Power of Juju - Tekken Tag Tournament - Tekken 4 - Tekken 5 - Test Drive - The Chronicles of Narnia: The Lion, the Witch and the Wardrobe - The Incredibles - The Incredible Hulk: Ultimate Destruction - The Getaway - The Godfather: The Game - La leyenda de Spyro: Un nuevo comienzo - The Lord of the Rings: The Third Age - The Lord of the Rings: The Two Towers - El Señor de los Anillos: el retorno del Rey - Bob Esponja: La Película - Timesplitters 2 - The Thing - The Warriors - Thrillville - Los Urbz: Sims en la ciudad - TMNT - Tom Clancy's Ghost Recon - Tom Clancy's Ghost Recon 2 - Tom Clancy's Ghost Recon: Jungle Storm - Tom Clancy's Ghost Recon Advanced Warfighter - Tom Clancy's Rainbow Six 3 - Tom Clancy's Splinter Cell - Tom Clancy's Splinter Cell: Pandora Tomorrow - Tom Clancy's Splinter Cell: Chaos Theory - Tomb Raider: El ángel de la oscuridad - Tomb Raider: Legend - Tony Hawk's American Wasteland - Tony Hawk's Pro Skater 3 - Tony Hawk's Pro Skater 4 - Tony Hawk's Project 8 - Tony Hawk's Proving Ground - Tony Hawk's Underground - Tony Hawk's Underground 2 - Tourist Trophy - Transfomers - True Crime: Streets of LA - True Crime: New York City - Twisted Metal: Black - Ty the Tasmanian Tiger - Ultimate Spider-Man - Valkyrie Profile 2: Silmeria - Virtua Fighter 4 - Virtua Fighter 4: Evolution - We Love Katamari - World Series of Poker - World Championship Poker - WWE SmackDown! vs. RAW - WWE SmackDown! vs. RAW 2006 - WWE SmackDown vs. Raw 2007 - WWE SmackDown vs. Raw 2008 - WWE SmackDown vs. Raw 2009 - WWE SmackDown vs. Raw 2010 - WWE SmackDown vs Raw 2011 - WWE SmackDown! Here Comes the Pain - WWE SmackDown! Shut Your Mouth - WWF SmackDown! Just Bring It - X-Men Legends - X-Men Legends II: Rise of Apocalypse - Xenosaga Episode I - Yu-Gi-Oh! The Duelists of the Roses |

### PlayStation 3
Los siguientes títulos han sido publicados con la etiqueta Greatest Hits para PlayStation 3.
| - Army of Two - Army of Two: The 40th Day - Assassin's Creed - Assassin's Creed II - Assassin's Creed III - Assassin's Creed: Brotherhood - Assassin's Creed: Revelations - Assassin's Creed: Rogue - Batman: Arkham Asylum Game of the Year Edition - Batman: Arkham City Game of the Year Edition - Battlefield: Bad Company - Battlefield: Bad Company 2 - Battlefield 3 - BioShock - BioShock 2 - BioShock Infinite - Borderlands - Borderlands 2 - Burnout Paradise - Call of Duty 3 - Call of Duty: Black Ops - Call of Duty: Black Ops II - Call of Duty 4: Modern Warfare - Call of Duty: Modern Warfare 2 - Call of Duty: World at War - Crysis 2 - Darksiders - Dark Souls - Dark Souls II Scholar Of The First Sin - Dead Island - Dead Island Game of the Year Edition - Dead Rising 2 - Dead Space - Dead Space 2 - Demon's Souls - Devil May Cry 4 - Dishonored - Dishonored Game of the Year Edition - The Elder Scrolls IV: Oblivion - Game of the Year Edition' - The Elder Scrolls V: Skyrim - The Elder Scrolls V: Skyrim - Legendary Edition - Fallout 3 - Fallout 3: Game of the Year Edition - Fallout: New Vegas Ultimate Edition - Far Cry 3 - Far Cry 4 - Fight Night Champion - Fight Night Round 3 - Fight Night Round 4 - Final Fantasy XIII - God of War Collection - God of War: Origins Collection - God of War III - Grand Theft Auto IV | - Grand Theft Auto IV: Complete Edition - Grand Theft Auto: Episodes from Liberty City - Grand Theft Auto: San Andreas - Grand Theft Auto V - Gran Turismo 5: Prologue - Heavy Rain - Heavy Rain: Director's Cut - Infamous - Injustice: Gods Among Us - Ultimate Edition - Just Dance 3 - Killzone 2 - Killzone 3 - Kingdom Hearts HD 1.5 Remix - Kingdom Hearts HD 2.5 Remix - Kingdoms of Amalur: Reckoning - L.A. Noire - Lego Batman 2: DC Super Heroes - Lego Marvel Super Heroes - Lego The Lord of the Rings: The Video Game - Lego Star Wars: The Complete Saga - Lego Star Wars III: The Clone Wars - Lego Harry Potter: Years 1–4 - Lego Indiana Jones: The Original Adventures - Lego Indiana Jones 2: The Adventure Continues - LittleBigPlanet: Game of the Year Edition - LittleBigPlanet 2 Special Edition - Mafia II - MAG - Medal of Honor - Metal Gear Solid 4: Guns of the Patriots - Midnight Club: Los Angeles - Complete Edition - ModNation Racers - Mortal Kombat vs. DC Universe - Mortal Kombat- Komplete Edition - MotorStorm - MotorStorm: Pacific Rift - MotorStorm: Apocalypse - Naruto Shippuden: Ultimate Ninja Storm 3 - Need for Speed: Carbon - Need for Speed: ProStreet - Need for Speed: Undercover - Need for Speed: Shift - Need for Speed: Hot Pursuit - Need for Speed: The Run - Need for Speed: Most Wanted - Ninja Gaiden Sigma - Ni No Kuni: Wrath of the White Witch - Portal 2 - Prince of Persia - Pro Evolution Soccer 2013 - Rage - Ratchet & Clank Future: Tools of Destruction | - Ratchet & Clank Future: A Crack in Time - Red Dead Redemption - Red Dead Redemption: Game of the Year Edition - Resident Evil 5 - Resident Evil 6 - Resident Evil: Operation Raccoon City - Resistance: Fall of Man - Resistance 2 - Resistance 3 - Resistance Dual Pack - Saints Row 2 - Saints Row: The Third - Saints Row IV National Treasure Edition - Shift 2: Unleashed - Sid Meier's Civilization Revolution - The Sims 3 - Skate 3 - SOCOM: U.S. Navy SEALs Confrontation - SOCOM 4: U.S. Navy SEALs - Sonic's Ultimate Genesis Collection - Sonic Generations - Sonic Unleashed - Soulcalibur IV - Soulcalibur V - South Park: The Stick of Truth - Star Wars: The Force Unleashed - Star Wars: The Force Unleashed II - Street Fighter IV - Street Fighter X Tekken - Super Street Fighter IV - Super Street Fighter IV: Arcade Edition - Tekken 6 - Tom Clancy's Ghost Recon Advanced Warfighter 2 - Tom Clancy's Ghost Recon: Future Soldier - Tom Clancy's Rainbow Six: Vegas - Tom Clancy's Rainbow Six: Vegas 2 - Tom Clancy's Splinter Cell: Blacklist - Tomb Raider - UFC 2009 Undisputed - UFC Undisputed 2010 - UFC Undisputed 3 - Uncharted: Drake's Fortune - Uncharted 2: Among Thieves - Game Of The Year Edition - Uncharted Dual Pack - Virtua Fighter 5 - Warhawk - Watch Dogs - WWE SmackDown vs. Raw 2008 - WWE SmackDown vs. Raw 2009 - WWE SmackDown vs. Raw 2010 - WWE 12 |

### PlayStation 4
Los siguientes títulos se han lanzado con la etiqueta Playstation Hits para PlayStation 4 en Europa, América. En Asia se lanzaron con la etiqueta The Best.
| - Assassin's Creed IV: Black Flag - Assassin's Creed: Syndicate (The Best) - Assassin's Creed: The Ezio Collection (The Best) - Assassin's Creed: Unity (The Best) - Batman: Arkham Knight - Battlefield 1 - Battlefield 4 - Battlefield Hardline - Bloodborne - Destiny Collection (The Best) - Devil May Cry 4 Special Edition (The Best) - Disgaea 5 (The Best) - Doom - Dragon Age: Inquisition - Dragon Ball Xenoverse (Europa) - Dragon Ball Xenoverse 2 (Europa) - Dragon Quest Builders (The Best) - Dragon Quest Heroes II (The Best) - Dragon Quest Heroes™: Yamiryuu to Sekaiju no Shiro (The Best) - Driveclub - Dying Light: The Following - Enhanced Edition - Dynasty Warriors 8: Xtreme Legends Complete Edition - Dynasty Warriors 9 - EA Sports UFC 2 (Europa) - EA Sports UFC 3 (Europa) - Earth Defense Force 4.1: The Shadow of New Despair - Everybody's Golf (The Best) - F1 2015 (The Best) - Fallout 4 - Far Cry 4 - Far Cry Primal (The Best) - Final Fantasy Type-0 HD (The Best) - Final Fantasy X/X-2 HD Remaster (The Best) - Fist of the North Star: Lost Paradise | - Friday the 13th: The Game - Gallian Chronicles Remaster (The Best) - God of War III Remastered - God of War - Gran Turismo Sport - Gravity Rush Remastered (The Best) - Gravity Daze 2 (The Best) - Horizon Zero Dawn: Complete Edition - Infamous: First Light (The Best) - Infamous: Second Son - Injustice: Gods Among Us Ultimate Edition - Injustice 2 - Just Dance 2014 (The Best) - Just Dance 2015 (The Best) - Just Dance 2016 (The Best) - Just Dance 2017 (The Best) - Killzone: Shadow Fall - Knack (The Best) - Knack 2 (The Best) - Lego Batman 3: Beyond Gotham - Lego Jurassic World - Lego Marvel Super Heroes - Lego Worlds - LittleBigPlanet 3 - Metal Gear Solid V: The Definitive Experience - Middle-Earth: Shadow of Mordor - Game of the Year Edition - Mad Max (Europa) - Monster Hunter: World - Mortal Kombat X (Europa) - Naruto Shippuden: Ultimate Ninja Storm 4 (Europa) - Need for Speed - Need for Speed Payback - Need for Speed Rivals - Nioh - One Piece: Pirate Warriors 3 (Europa) | - Persona 5 - Plants vs. Zombies: Garden Warfare 2 - Project CARS - Ratchet & Clank - Rayman Legends - Resident Evil 6 - Resident Evil 7: Biohazard - Sengoku Basara 4: Sumeragi - Sleeping Dogs Definitive Edition - Star Wars Battlefront - Star Wars Battlefront II - Street Fighter V - Tales of Berseria - Tearaway Unfolded (The Best) - Terraria - The Crew - The Evil Within (The Best) - The Last Guardian (The Best) - The Last of Us Remastered - The Order: 1886 (The Best) - Tom Clancy's Rainbow Six: Siege (The Best) - Tom Clancy's The Division (The Best) - Tomb Raider: Definitive Edition (The Best) - Uncharted 4: El desenlace del ladrón - Uncharted: The Lost Legacy - Uncharted: The Nathan Drake Collection - Until Dawn - Watch Dogs - Watch Dogs 2 - World Soccer Winning Eleven 2015 (The Best) - World Soccer Winning Eleven 2017 (The Best) - Yakuza 0 - Yakuza 6 (Europa) - Yakuza Kiwami 2 (Europa) |

### PlayStation Portable
Los siguientes títulos se han lanzado con la etiqueta Greatest Hits para PlayStation Portable.
| - 300: March to Glory - Assassin's Creed: Bloodlines - Ape Escape: On the Loose - ATV Offroad Fury: Blazin' Trails - Burnout Legends - Cars - Castlevania: The Dracula X Chronicles - Coded Arms - Crisis Core: Final Fantasy VII - Daxter - Dissidia: Final Fantasy - Dragon Ball Z: Shin Budokai - Fight Night Round 3 - Final Fantasy Tactics: The War of the Lions - God of War: Chains of Olympus - Gran Turismo - Grand Theft Auto: Chinatown Wars - Grand Theft Auto: Liberty City Stories - Grand Theft Auto: Vice City Stories - Hot Shots Golf: Open Tee - Iron Man - Killzone: Liberation - Lego Indiana Jones: The Original Adventures - Lego Star Wars II: The Original Trilogy - Lego Batman: The Video Game - LittleBigPlanet - Marvel Ultimate Alliance | - Medal of Honor: Heroes - Medal of Honor: Heroes 2 - Metal Gear Solid: Peace Walker - Metal Gear Solid: Portable Ops - Midnight Club 3: DUB Edition - Midnight Club: L.A. Remix - Mortal Kombat: Unchained - MX vs. ATV Untamed - Namco Museum Battle Collection - Naruto: Ultimate Ninja Heroes - Need for Speed Carbon: Own the City - Need for Speed: Most Wanted: 5-1-0 - Need for Speed: ProStreet - Need for Speed Underground: Rivals - Patapon - Ratchet & Clank: El tamaño importa - Resistance: Retribution - Ridge Racer Portable - Scarface: Money. Power. Respect - Secret Agent Clank - SOCOM: U.S. Navy SEALs Fireteam Bravo - SOCOM: U.S. Navy SEALs Fireteam Bravo 2 - SOCOM: U.S. Navy SEALs Tactical Strike - Sonic Rivals - Sonic Rivals 2 - Bob Esponja: El vengador amarillo - Star Wars: Battlefront II | - Star Wars Battlefront: Renegade Squadron - Star Wars: The Force Unleashed - Syphon Filter: Dark Mirror - Tekken: Dark Resurrection - Thrillville - Thrillville: Off the Rails - Tom Clancy's Ghost Recon Advanced Warfighter 2 - Tom Clancy's Rainbow Six: Vegas - Tony Hawk's Underground 2 Remix - Tony Hawk's Project 8 - Transformers: The Game - Twisted Metal: Head-On - Untold Legends: Brotherhood of the Blade - Wipeout Pure - WWE SmackDown! vs. Raw 2006 - WWE SmackDown vs. Raw 2007 - WWE SmackDown vs. Raw 2008 - WWE SmackDown vs. Raw 2009 - WWE SmackDown vs. Raw 2010 - WWE SmackDown vs. Raw 2011 |